# Cibo in scatola (film)
Cibo in scatola (Canned Feud) è un film del 1951 diretto da Friz Freleng. È un cortometraggio d'animazione della serie Looney Tunes, distribuito negli Stati Uniti il 3 febbraio 1951.

## Trama
Sam e Violet, i padroni di Silvestro, vanno in vacanza in California, dimenticandosi di metterlo fuori. Il gatto si ritrova così in una casa vuota, senza cibo né latte, per due settimane. Nella credenza trova però del tonno e altro pesce in scatola; alla ricerca di un apriscatole, scopre che è stato rubato da un topo che si rifiuta di darglielo. Dopo aver fallito in vari tentativi di aprire il tonno senza apriscatole e di ottenere l'utensile, Silvestro decide di far saltare in aria la tana del topo. In questo modo riesce finalmente a prendere l'apriscatole, ma quando torna alla credenza scopre che il topo l'ha chiusa con un lucchetto di cui ha la chiave, e sviene.

## Distribuzione

### Edizione italiana
Il corto arrivò in Italia direttamente in televisione negli anni settanta. Nel doppiaggio, eseguito dalla C.V.D., fu cambiato il dialogo iniziale tra Sam e Violet in modo da trasformare quest'ultima in una domestica o una vicina di casa (usando allocutivi di cortesia), benché non si veda mai nel corso del film. Non essendo stata registrata una colonna internazionale, per la maggior parte del corto fu sostituita la musica presente durante i dialoghi mentre il finale fu doppiato in oversound. Dopo essere stato presentato in inglese nella VHS Sylvester and Tweety's Crazy Capers, nel 1999 il corto fu ridoppiato per l'inclusione nella VHS Brivido gatto dalla Angriservices Edizioni sotto la direzione di Renzo Stacchi, con dei dialoghi più corretti ad opera di Giorgio Tausani e sostituendo la musica durante tutti i dialoghi. Tuttavia in DVD è stato usato il primo doppiaggio.

### Edizioni home video

#### VHS
America del Nord
- Sylvester and Tweety's Crazy Capers (1985)

Italia
- Sylvester and Tweety's Crazy Capers (1985)
- Brivido gatto (settembre 1999)

#### Laserdisc
- Sylvester & Tweety's Bad Ol' Putty Tat Blues (1994)

#### DVD e Blu-ray Disc
Il corto fu pubblicato in DVD-Video in America del Nord nel quarto disco della raccolta Looney Tunes Golden Collection: Volume 1 (intitolato Looney Tunes All-Stars: Part 2) distribuita il 28 ottobre 2003, dove è visibile anche con un commento audio di Jerry Beck; il DVD fu pubblicato in Italia il 2 dicembre 2003 nella collana Looney Tunes Collection, col titolo All Stars: Volume 2. Fu incluso anche nel DVD Il tuo simpatico amico Silvestro, uscito in Italia il 2 dicembre 2009. Fu inserito anche nel secondo disco della raccolta DVD Looney Tunes Spotlight Collection Volume 1, uscita in America del Nord sempre il 28 ottobre 2003, ristampato il 17 giugno 2014 col titolo Looney Tunes Center Stage: Volume 2. Fu infine incluso, nuovamente col commento audio, nel primo disco della raccolta Blu-ray Disc e DVD Looney Tunes Platinum Collection: Volume Two, uscita in America del Nord il 16 ottobre 2012.

## Accoglienza
Nel 2010 il film fu selezionato per l'inclusione nel libro di Jerry Beck The 100 Greatest Looney Tunes Cartoons; in tale occasione la produttrice Linda Simensky scrisse che "è una vetrina di magistrali tempi comici, recitazione di pantomima e isteria prolungata. Grazie ai dialoghi limitati e alla narrativa semplice, Friz Freleng si concentra sul lasciare che Silvestro agisca, reagisca e si faccia prendere dal panico al pensiero di non mangiare per due settimane".